# Whitley Pate
Whitley Pate (* 19. September 2003) ist eine US-amerikanische Tennisspielerin.

## Karriere
Pate spielt bislang nahezu ausschließlich auf ITF-Turnieren, bei denen sie bislang aber noch keinen Titel gewinnen konnte.
2019 erhielt sie zusammen mit ihrer Partnerin Anna Ross eine Wildcard für die Doppelkonkurrenz des mit 100.0000 US-Dollar dotierte Live to Play – LTP $100K 2019. Sie scheiterten dort aber bereits in der ersten Runde an der Paarung Allie Kiick und Erin Routliffe mit 4:6 und 4:6.
2020 erhielt sie mit Partnerin Emma Charney wiederum eine Wildcard für die Doppelkonkurrenz der LTP Tennis $100K, wo die Paarung aber ebenfalls bereits in der ersten Runde gegen Aliona Bolsova Zadoinov und Renata Zarazúa mit 6:77 und 1:6 verlor.
Anfang April 2021 erhielt sie bei ihrem ersten Turnier der WTA Tour, den Volvo Car Open eine Wildcard für die Qualifikation im Dameneinzel. Sie verlor in der ersten Runde mit 3:6 und 2:6 gegen Kurumi Nara.
Seit 2023 studiert sie an der Wake Forest University in Winston-Salem und spielt dort auch Hochschultennis im Team der Daecons. 